# Marià Pidelaserra i Brias
Marià Pidelaserra i Brias (Barcelona 1877- 7 d'octubre de 1946) fou un pintor català, un dels màxims representants de l'impressionisme a Catalunya.

## Biografia
Era fill d'un pintor afeccionat, fill de família burgesa de Sants, i el seu pare sempre havia tingut vocació per a la pintura, tot i que tenia una petita fàbrica de tints. Son pare era un amic íntim de Simó Gómez.
Va rebre formació a l'Escola de la Llotja i a l'Acadèmia Martínez Altés. Va treballar com a aprenent en un taller de litografia on va entrar en contacte amb l'Acadèmia Borrell i els integrants del grup del Rovell de l'Ou ai hi va fer amistat amb l'escultor Emili Fontbona, Xavier Nogués, Isidre Nonell, Ricard Canar, Pere Isern, Solà Andreu, Josep Lleonart, Adrià Gual i Josep Maria Sert. Era l'època de l'avantguarda de Van Gogh i les de Gauguin, però Pidelassera no s'hi va incorporar i va continuar en l'estil de l'impressionisme. Durant aquests anys fou un dels redactors de la revista manuscrita Il Tiberio. Va exposar per primera vegada a la Sala Parés en una exposició col·lectiva el 1895.
Va anar a París entre 1899 i 1901, amb els seus amics el pintor Pere Ysern i l'escultor Emili Fontbona, que havien format part, com ell, del grup d'El Rovell de l'Ou. Allà va continuar estudiant a l'Acadèmia Colarossi i descobrí l'Impressionisme. Hi va pintar els primers paisatges parisencs que responen a la seva íntima personalitat com a pintor.
Al seu retorn exposà a la Sala Parés de Barcelona les primeres pintures plenament impressionistes fetes per un pintor català (1902). Després exposà, tot sol, la gran composició La família Déu (MNAC), d'un peculiar expressionisme, i passà un estiu tot sol retirat a l'ermita de Sant Segimon, al Montseny, (1903) Es va aproximar al puntillisme i crear un conjunt d'obres que va presentar a l'Ateneu Barcelonès el 1905, com Muntanyes des del Montseny. Dia serè al matí (MNAC). L'obra no va engrescar el públic barceloní i català i, decebut, no hi va exposar cap obra fins a la fi dels anys vint amb la pintura de la Nena estiuejant, en un estil Noucentista molt personal.
A partir d'aquest moment la seva obra derivà cap a un estil personal primitivista i brutal, que mai connectà amb el gran públic. Aquest rebuig va provocar que durant uns anys estigués apartat de la pintura, decebut de l'acollida que havia tingut, i se centrà en la indústria familiar, però el 1928 tornà a exposar a la Sala Parés i es dedicà des d'aleshores a un paisatgisme insòlit i a fer unes figures dotades d'una ingenuïtat volguda.
El trauma de la guerra civil generà dues sèries d'olis: Els Vençuts i la Vida de Jesús, exponents d'un expressionisme autòcton, grinyolant i original. És representat al MNAC de Barcelona, amb una quarantena d'olis.
Col·laborà amb caricatures d'aquest estil al setmanari Papitu signant Pius. Fou molt amic de Xavier Nogués, creador com ell d'un estil propi.

## Obres
- c. 1900 - Banys verds
- 1900 - Un carrer de París (Sol d'hivern) (al Museu Nacional d'Art de Catalunya, on hi ha una quarantena d'obres seves, en gran part precedent de la col·lecció de Lluís Plandiura)
- 1903 - Jardí (Pidelaserra) (a la Biblioteca Museu Víctor Balaguer)
- 1925 - Noia estiuejant (al Museu Abelló)
- 1938 - De la mala vida (al Museu Abelló)

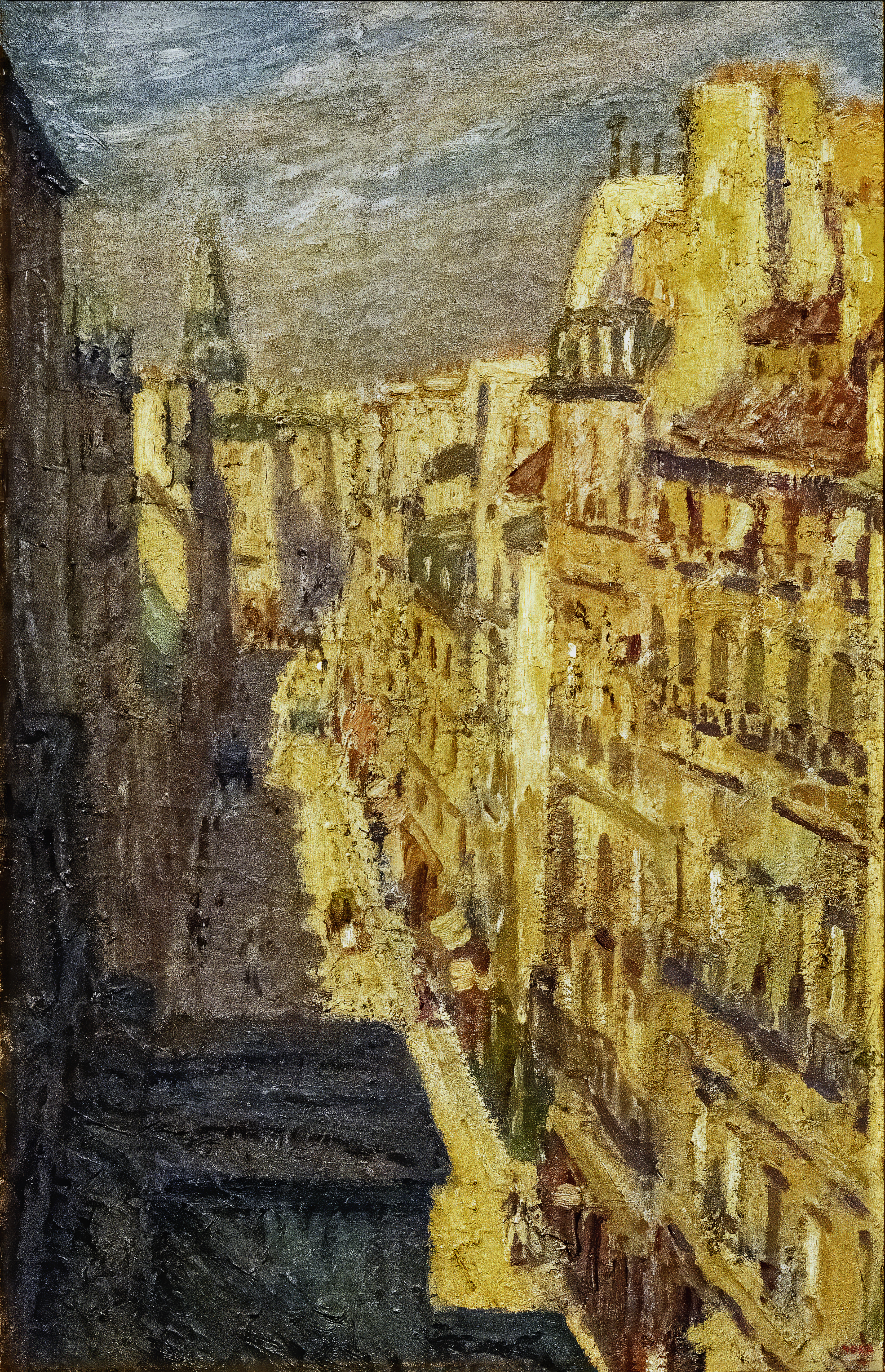
Un carrer de París (Sol d'hivern) (1900) al Museu Nacional d'Art de Catalunya
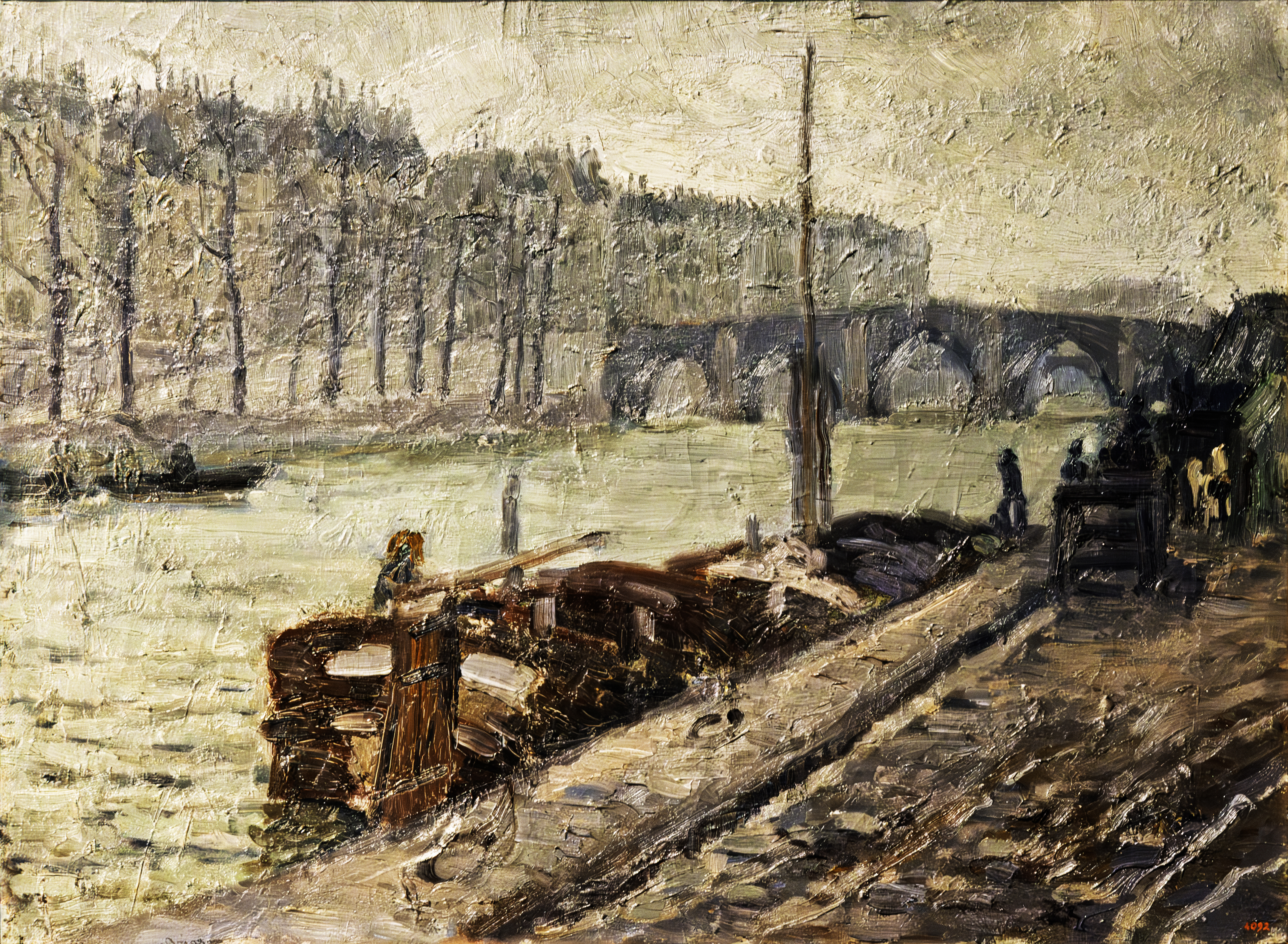
El Sena en un dia gris (1900-1901) al Museu Nacional d'Art de Catalunya
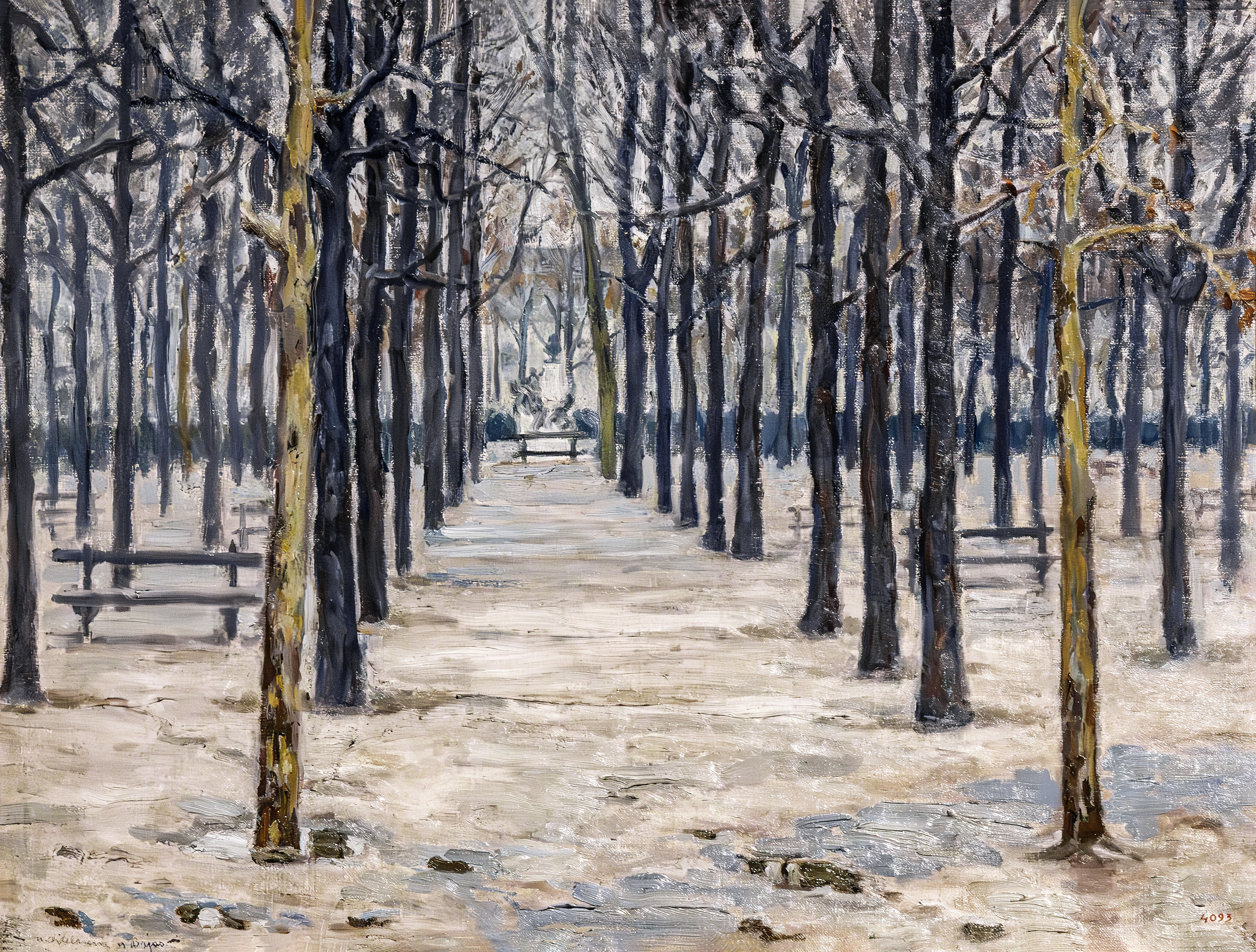
Un dia d'hivern al Jardin du Luxembourg al Museu Nacional d'Art de Catalunya
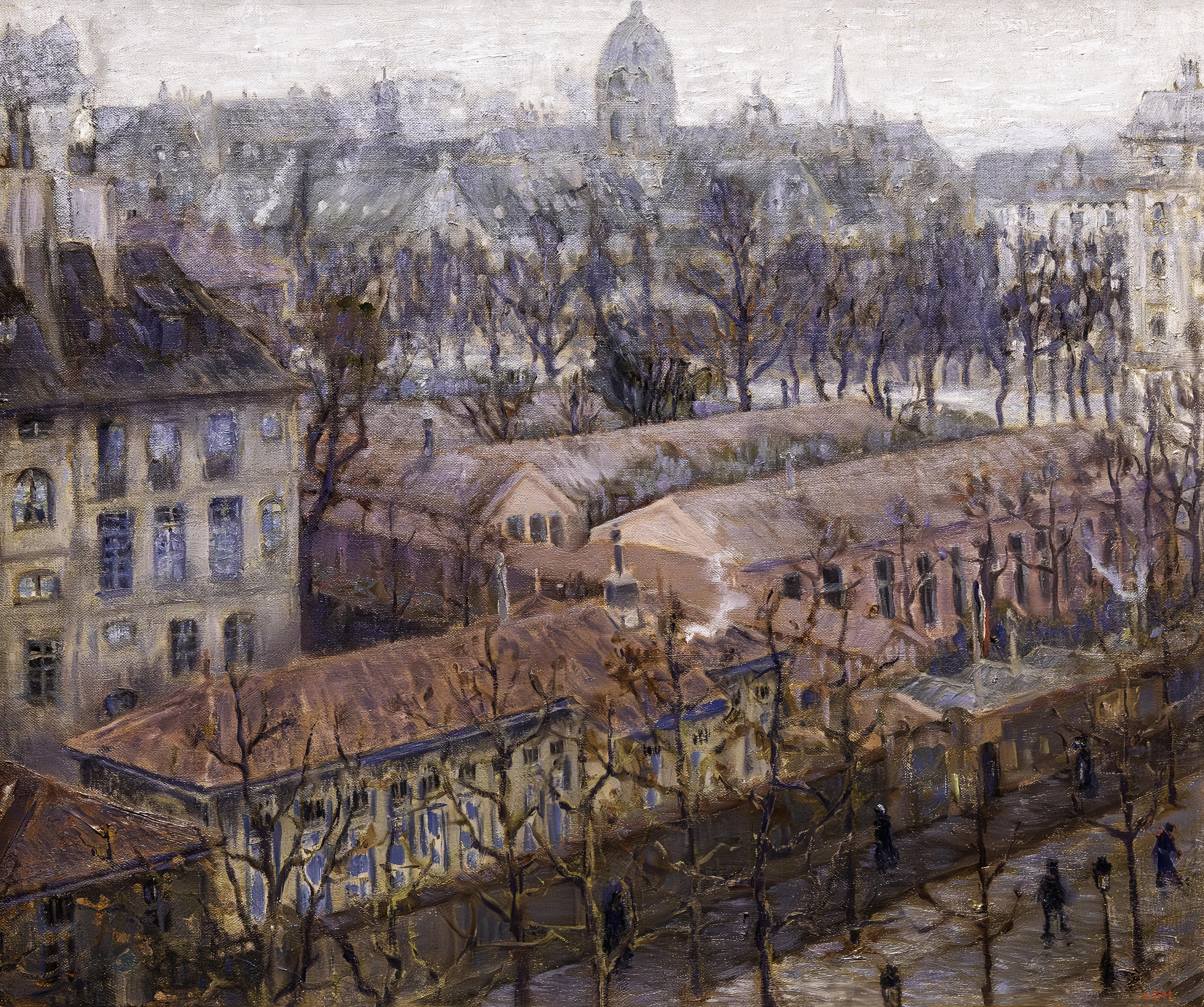
Vista d'ocell d'un tros de París (hivern - dia boirós) al Museu Nacional d'Art de Catalunya